# Archibald E. Olpp

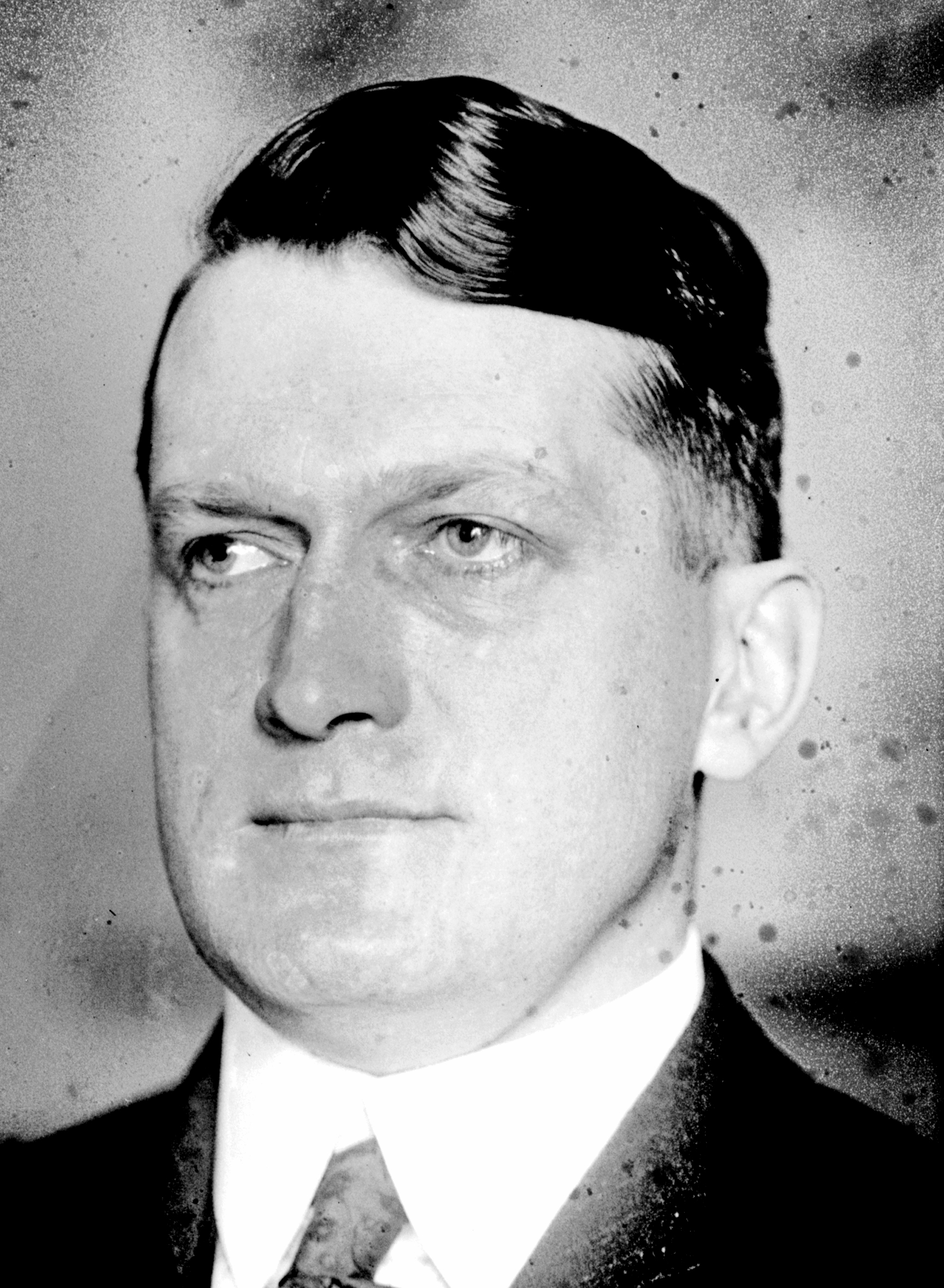
Archibald E. Olpp

Archibald Ernest Olpp (* 12. Mai 1882 in Bethlehem, Pennsylvania; † 26. Juli 1949 in Cliffside Park, New Jersey) war ein US-amerikanischer Politiker. Zwischen 1921 und 1923 vertrat er den Bundesstaat New Jersey im US-Repräsentantenhaus.

## Werdegang
Archibald Olpp besuchte die öffentlichen Schulen seiner Heimat sowie die Moravian School und die Lehigh University, an der er in den Jahren 1903 und 1904 selbst das Fach Chemie unterrichtete. Zwischen 1908 und 1909 lehrte er biologische Chemie an der Columbia University in New York City. Zwischenzeitlich studierte er bis 1908 an der University of Pennsylvania in Philadelphia Medizin. Im Jahr 1909 begann er in West Hoboken in seinem neuen Beruf zu praktizieren. Dort war er von 1912 bis 1914 städtischer Amtsarzt. Von 1916 bis 1924 fungierte er in Secaucus als Polizei- und Schularzt. Während des Ersten Weltkrieges war Olpp im medizinischen Dienst der Streitkräfte.
Politisch war er Mitglied der Republikanischen Partei. Bei den Kongresswahlen des Jahres 1920 wurde er im elften Wahlbezirk von New Jersey in das US-Repräsentantenhaus in Washington, D.C. gewählt, wo er am 4. März 1921 die Nachfolge von John J. Eagan antrat. Da er im Jahr 1922 gegen Eagan verlor, konnte er bis zum 3. März 1923 nur eine Legislaturperiode im Kongress absolvieren. Nach dem Ende seiner Zeit im US-Repräsentantenhaus arbeitete Archibald Olpp wieder als Arzt. Er starb am 26. Juli 1949 in Cliffside Park und wurde in Englewood beigesetzt.